# ألبرتو دل ريو
خوسيه ألبرتو رودريغيز تشوكوان (ولد في 25 مايو 1977)، هو مصارع محترف من المكسيك، ومروج للمصارعة، ومعلق رياضي، ومقاتل فنون قتالية مختلطة. متعاقد حاليًا مع اتحاد المصارعة الحرة AAA العالمية حيث ينافس كمصارع ويحمل لقب بطولة AAA الكبرى للمرة الثانية. اشتهر في عالم المصارعة المحترفة بفترته في دبليو دبليو إيه بإسم "ألبرتو ديل ريو" وفي إمباكت راسلينج باسم "ألبرتو إل باترون".
عرف رودريغيز قبل انضمامه إلى دبليو دبليو إيه باسم "دوس كاراس جونيور"، حيث برز في المكسيك واليابان كمصارع ومقاتل فنون قتالية مختلطة. وحقق نجاحًا كبيرًا في مجلس المصارعة الحرة العالمي بفوزه ببطولة CMLL العالمية للوزن الثقيل. وقع مع دبليو دبليو إيه في عام 2009 وظهر لأول مرة في العروض الرئيسية عام 2010 تحت اسم "ألبرتو ديل ريو"، ليصبح لاحقًا أول بطل عالمي مكسيكي المولد في تاريخ دبليو دبليو إيه بعد فوزه ببطولة دبليو دبليو إيه وبطولة العالم للوزن الثقيل مرتين لكل منهما. كما سجل إنجازًا فريدًا بفوزه في نزال رويال رامبل 2011 ونزال موني إن ذا بانك 2011 في نفس العام.
غادر رودريغيز دبليو دبليو إيه في 2014 لينافس تحت اسم "ألبرتو إل باترون" في اتحادات مختلفة، مثل AAA، ورينج أوف أونور، ولوتشا أندرغراوند، بالإضافة إلى اتحادات يابانية وبورتوريكية والاتحادات المستقلة في الولايات المتحدة، حيث فاز بطولة AAA الكبرى. عاد إلى دبليو دبليو إيه في 2015، ليحقق بطولة الولايات المتحدة مرتين، قبل مغادرته مجددًا في 2016. بعد ذلك، انضم إلى إمباكت راسلينج، حيث توج ببطولة العالم للوزن الثقيل خلال حدث سلاميفيرساري 15 [الإنجليزية].

## روابط خارجية
- ألبرتو دل ريو على موقع IMDb (الإنجليزية)
- ألبرتو دل ريو على موقع قاعدة بيانات الفيلم (الإنجليزية)
- ألبرتو دل ريو على موقع شيردوغ (الإنجليزية)
- ألبرتو دل ريو على موقع Tapology.com (الإنجليزية)
- ألبرتو دل ريو على موقع دبليو دبليو إي (الإنجليزية)
- ألبرتو دل ريو على موقع WrestlingData.com (الإنجليزية)
- ألبرتو دل ريو على موقع CageMatch worker (الإنجليزية)
- ألبرتو دل ريو على موقع قاعدة بيانات المصارعة على الإنترنت (الإنجليزية)
- ألبرتو دل ريو على موقع عالم المصارعة على الإنترنت (الإنجليزية)
- ألبرتو دل ريو على موقع عالم المصارعة على الإنترنت (الإنجليزية)